# Perca fluviatilis
La perca o perca de río (Perca fluviatilis) es una especie de pez de la familia Percidae muy abundante en los ríos y lagos de casi toda Europa central y occidental, antes su distribución llegaba hasta Siberia. En la península ibérica ha sido introducida en las cuencas del noreste para ser usada en la pesca deportiva, pero está declarada como especie invasora.
Suele tener una longitud de hasta 50 cm y puede pesar hasta 4,75 kg, el cuerpo es oblongo y está cubierto de escamas ásperas y duras, el lomo es verdoso y sin embargo el vientre es plateado, posee 5 o 7 franjas oscuras en el costado.
Se comercializan los lomos limpios. De color rosado. La carne es suave y está disponible en el mercado todo el año. Admite casi todas las elaboraciones propias del pescado. Es un pescado blanco con un contenido proteico de 18 %, y 4 % de grasa.

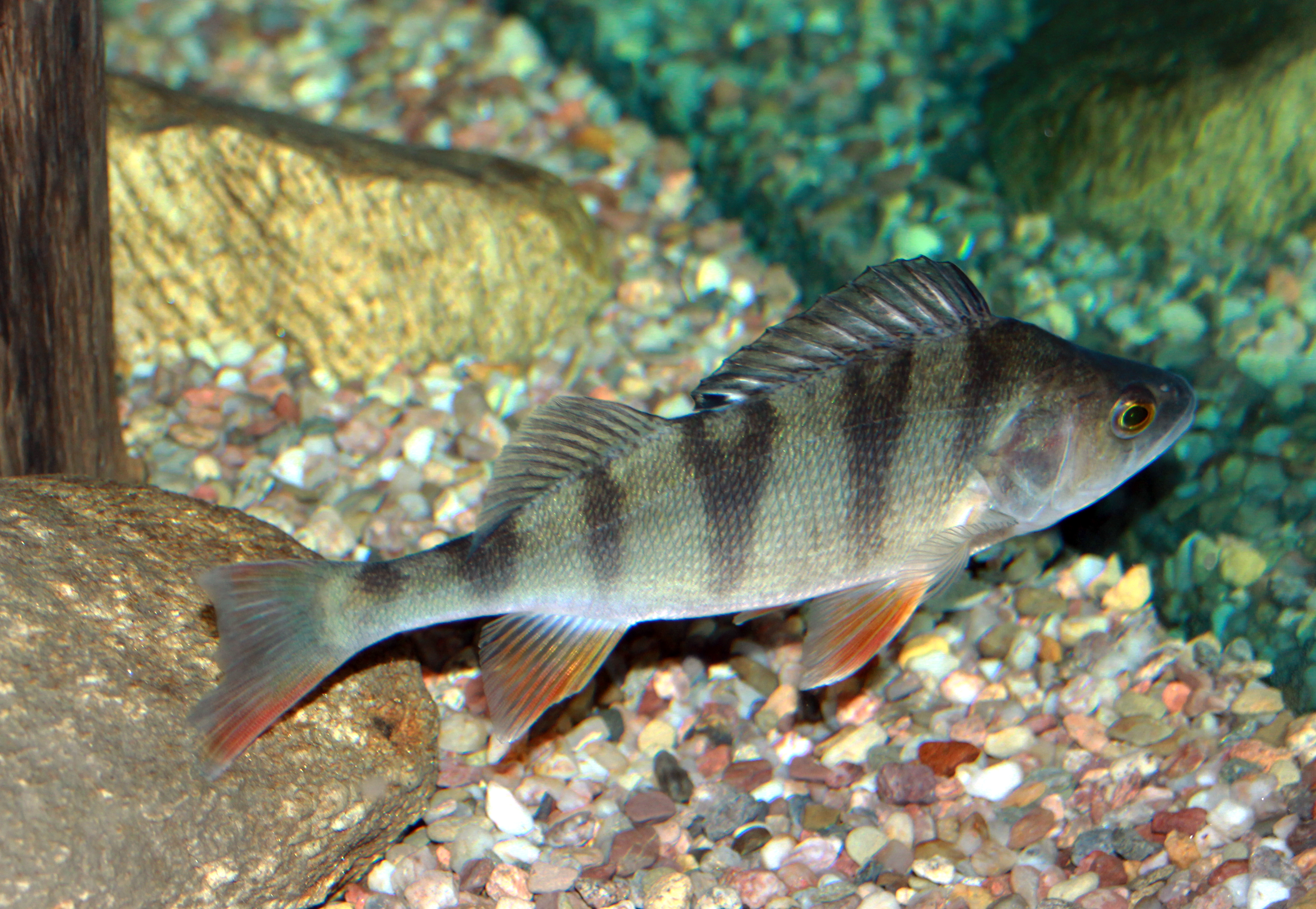
Perca fluviatilis (en la exposición «El Moldava subacuático», Praga).

## Taxonomía
La primera descripción científica de la perca de río fue hecha por Peter Artedi en 1730. Definió la morfología básica de esta especie tras estudiar percas en los lagos de Suecia. Artedi describió aspectos externos de la perca. 
En, 1758 Carlos Linneo clasificó a la perca de río y la denominó Perca fluviatilis. Su descripción se basó en las investigaciones de Artedi.

## Relación con la perca amarilla

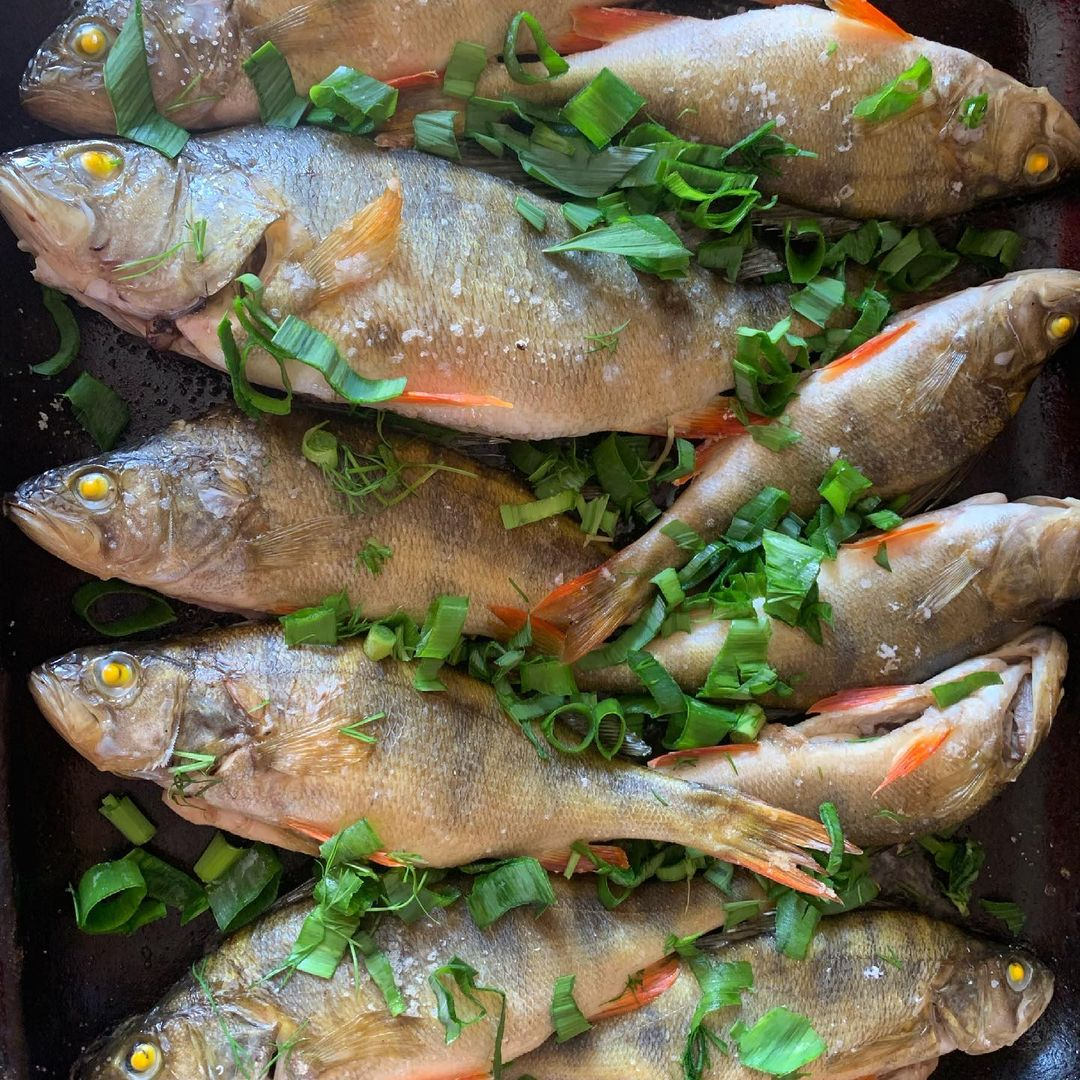
Plato de perca

Debido a su apariencia similar y de poder cruzarse, la perca amarilla ha sido clasificada algunas veces como subespecie de la perca europea. En tal caso el nombre trinomial sería Perca fluviatilis flavescens. Pero muchas clasificaciones tratan a los dos peces como especies diferentes.

## Carácter invasor en España
Debido a su potencial colonizador y constituir una amenaza grave para las especies autóctonas, los hábitats o los ecosistemas, esta especie ha sido incluida en el Catálogo Español de Especies Exóticas Invasoras, aprobado por Real Decreto 630/2013, de 2 de agosto, estando prohibida en España su introducción en el medio natural, posesión, transporte, tráfico y comercio.

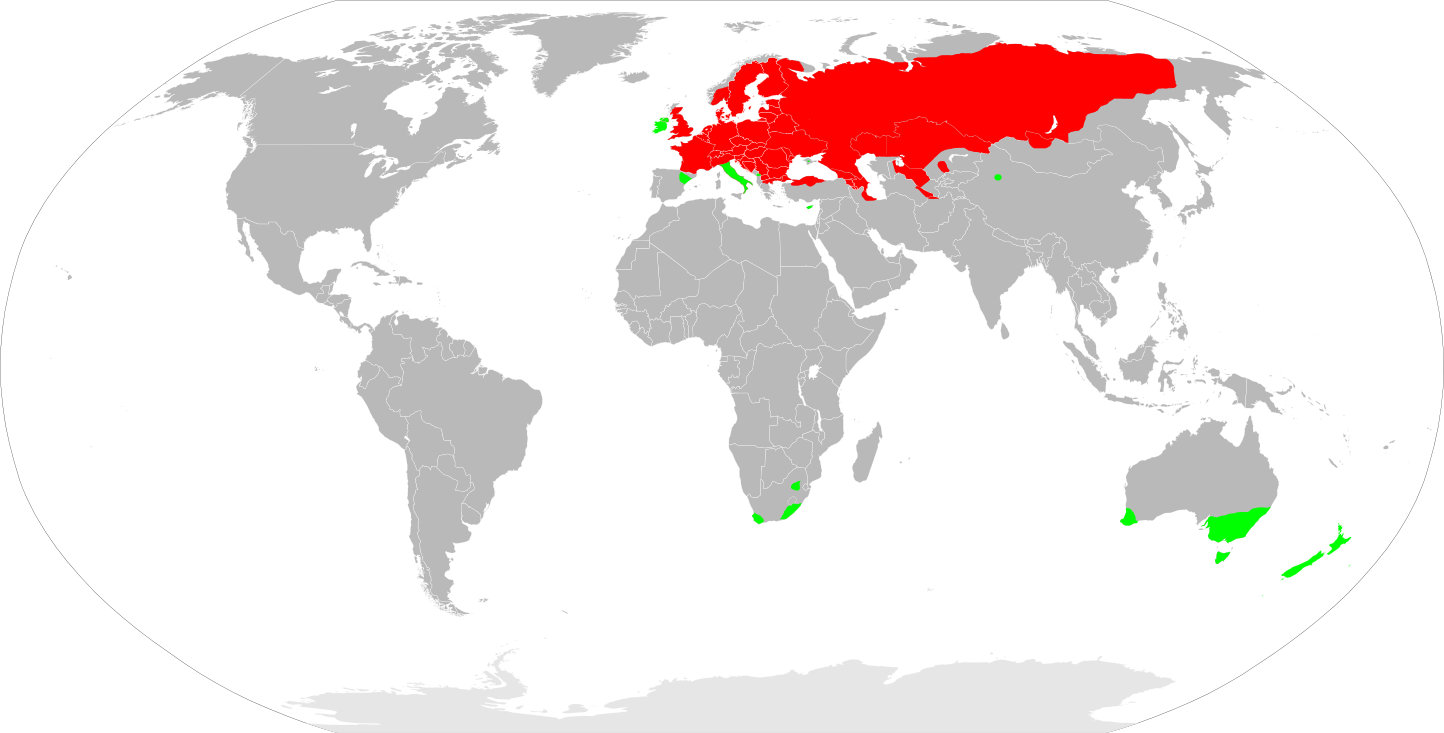
Área de distribución de la perca. En rojo de donde es nativo y en verde donde ha sido introducida

## Referencias

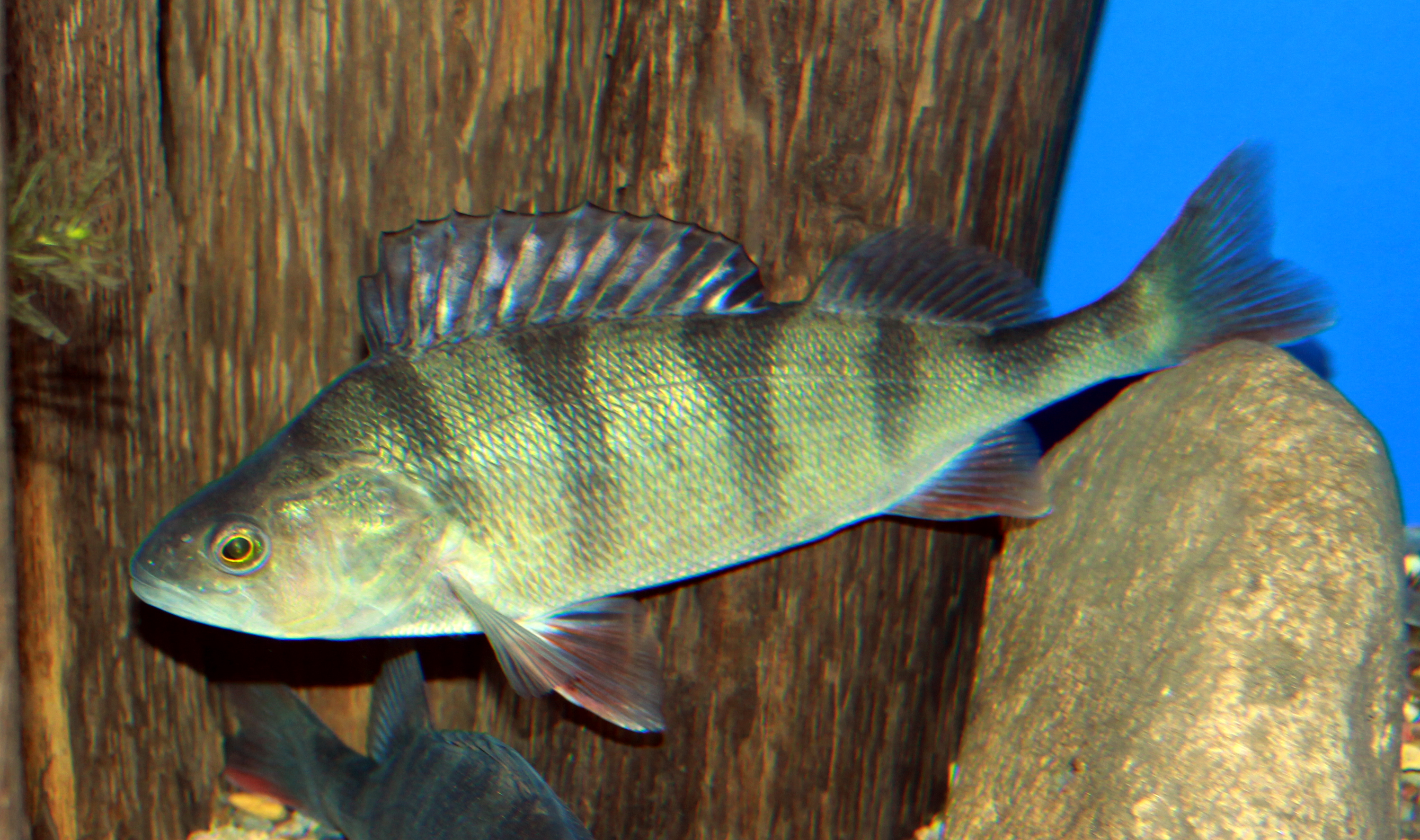
Perca fluviatilis (en la exposición «El Moldava subacuático», Praga).